# Őfelsége titkosszolgálatában
Az Őfelsége titkosszolgálatában egy 1969-es brit kémfilm, mely a hatodik James Bond-film. Bondot ezúttal először és utoljára George Lazenby játszotta, aki Sean Conneryt követte a szerepben. A korábban modellként dolgozó Lazenbynek ez volt az első mozifilmje. Az alkotás az új színész mellett más módon is eltért a megszokott Bond-filmektől: Bond szerelmes lesz, megházasodik, és az ügynöki munkájával is fel kíván hagyni. A kritikák kezdetben vegyesek voltak, de a film megítélése jelentősen javult az idő múlásával, és napjainkban már a sorozat egyik legerősebb darabjaként tartják számon, valamint az egyik leghűbb Fleming-regényadaptációnak tekintik.

## Cselekmény
Bond először is összeakad Tracy Darcyval, egy maffiavezér lányával, aki öngyilkos akar lenni, de Bond megmenti. Ezt követően a lány apja megkéri Bondot, hogy vigyázzon a lányára és vegye el feleségül, cserébe segít Bond ellenfele, Blofeld nyomára bukkanni, mivel rendelkezik erre vonatkozó információkkal. Mint később kiderül Blofeld egy síparadicsomban rejtőzve arra készül, hogy számos csinos hölgy révén halálos vírust szabadít a világra, hacsak Bond meg nem akadályozza ebben...

## Szereplők
| Szerep                         | Színész           | Magyar hang        |
| ------------------------------ | ----------------- | ------------------ |
| James Bond                     | George Lazenby    | Csernák János      |
| Tracy Di Vicenzo 'Tracy Darcy' | Diana Rigg        | Kocsis Mariann     |
| Ernst Stavro Blofeld (Fantom)  | Telly Savalas     | Jakab Csaba        |
| Marc Ange Draco                | Gabriele Ferzetti | Szersén Gyula      |
| Irma Bunt                      | Ilse Steppat      | Győri Ilona        |
| Ruby Bartlett                  | Angela Scoular    | Farkasinszky Edit  |
| Miss Moneypenny                | Lois Maxwell      | Kútvölgyi Erzsébet |
| Nancy                          | Catherine Schell  | Virághalmy Judit   |
| Sir Hilary Bray                | George Baker      | Szatmári György    |
| M                              | Bernard Lee       | Makay Sándor       |
| Campbell                       | Bernard Horsfall  | Kardos Gábor       |
| Q                              | Desmond Llewelyn  | Dobránszky Zoltán  |
| Grunther                       | Yuri Borionko     | Galkó Balázs       |